# Price (Wisconsin)
Price es un pueblo ubicado en el condado de Langlade en el estado estadounidense de Wisconsin. En el Censo de 2010 tenía una población de 228 habitantes y una densidad poblacional de 2,42 personas por km².

## Geografía
Price se encuentra ubicado en las coordenadas 45°15′33″N 88°58′39″O / 45.25917, -88.97750. Según la Oficina del Censo de los Estados Unidos, Price tiene una superficie total de 94.07 km², de la cual 93.55 km² corresponden a tierra firme y (0.55%) 0.52 km² es agua.

## Demografía
Según el censo de 2010, había 228 personas residiendo en Price. La densidad de población era de 2,42 hab./km². De los 228 habitantes, Price estaba compuesto por el 96.93% blancos, el 0.88% eran afroamericanos, el 0.88% eran amerindios, el 0% eran asiáticos, el 0% eran isleños del Pacífico, el 0% eran de otras razas y el 1.32% pertenecían a dos o más razas. Del total de la población el 0% eran hispanos o latinos de cualquier raza.